# Mills (Wyoming)
Mills é uma cidade  localizada no estado norte-americano de Wyoming, no Condado de Natrona.

## Demografia
Segundo o censo norte-americano de 2000, a sua população era de 2591 habitantes.
Em 2006, foi estimada uma população de 2890, um aumento de 299 (11.5%).

## Geografia
De acordo com o United States Census Bureau tem uma área de
4,4 km², dos quais 4,3 km² cobertos por terra e 0,1 km² cobertos por água.

## Localidades na vizinhança
O diagrama seguinte representa as localidades num raio de 16 km ao redor de Mills.